# دهستان زرآباد غربی
دهستان زرآباد غربی، یکی از دهستان‌های بخش کاروان شهرستان زرآباد در استان سیستان و بلوچستان ایران است. مرکز این دهستان، روستای اسلام‌آباد لاش است.

## جمعیت
بر پایه سرشماری عمومی نفوس و مسکن در سال ۱۳۹۵، جمعیت دهستان زرآباد غربی برابر با ۴٬۵۰۳ نفر بوده‌است.